# H.P. Christensen (borgmester)
 For alternative betydninger, se H.P. Christensen. (Se også artikler, som begynder med H.P. Christensen)
Hans Peder Christensen (kaldet H.P. Christensen) (28. februar 1869 i Jerved – 30. maj 1945) var en dansk borgmester i Århus, (Socialdemokraterne).
Født i Jerved, Sønderjylland. Han var borgmester i Århus i perioden 1933 til 1941. Begravet på Vestre Kirkegård i Aarhus.